# Kim Batten
Jane Kimberley »Kim« Batten, ameriška atletinja, * 29. marec 1969, McRae, Georgia, ZDA.
Nastopila je na poletnih olimpijskih igrah v letih 1996 in 2000, leta 1996 je osvojila srebrno medaljo v teku na 400 m z ovirami. Na svetovnih prvenstvih je v isti disciplini osvojila naslov prvakinje leta 1995 in bronasto medaljo leta 1997 ter srebrno medaljo v štafeti 4x400 m, na panameriških igrah pa zlato medaljo v teku na 400 m z ovirami leta 1995. 11. avgusta 1995 je postavila svetovni rekord v teku na 400 m z ovirami s časom 52,61 s, ki je veljal do leta 2003.